# Grand Prix Monaka 1965
Grand Prix Monaka 1965 (oficiálně XXIII Grand Prix de Monaco) se jela na okruhu Circuit de Monaco v Monte Carlu v Monaku dne 30. května 1965. Závod byl druhým v pořadí v sezóně 1965 šampionátu Formule 1.

## Kvalifikace
| Poř.   | No. | Jezdec          | Konstruktér    | Čas    | Ztráta |
| ------ | --- | --------------- | -------------- | ------ | ------ |
| 1      | 3   | Graham Hill     | BRM            | 1:32.5 | —      |
| 2      | 1   | Jack Brabham    | Brabham–Climax | 1:32.8 | +0.3   |
| 3      | 4   | Jackie Stewart  | BRM            | 1:32.9 | +0.4   |
| 4      | 17  | Lorenzo Bandini | Ferrari        | 1:33.0 | +0.5   |
| 5      | 18  | John Surtees    | Ferrari        | 1:33.2 | +0.7   |
| 6      | 15  | Richard Attwood | Lotus–BRM      | 1:33.9 | +1.4   |
| 7      | 7   | Bruce McLaren   | Cooper–Climax  | 1:34.3 | +1.8   |
| 8      | 2   | Denny Hulme     | Brabham–Climax | 1:34.5 | +2.0   |
| 9      | 9   | Bob Anderson    | Brabham–Climax | 1:35.5 | +3.0   |
| 10     | 14  | Jo Siffert      | Brabham–BRM    | 1:36.0 | +3.5   |
| 11     | 11  | Frank Gardner   | Brabham–BRM    | 1:36.0 | +3.5   |
| 12     | 16  | Mike Hailwood   | Lotus–BRM      | 1:36.5 | +4.0   |
| 13     | 12  | Jo Bonnier      | Brabham–Climax | 1:36.5 | +4.0   |
| 14     | 10  | Paul Hawkins    | Lotus–Climax   | 1:37.0 | +4.5   |
| 15     | 19  | Ronnie Bucknum  | Honda          | 1:37.0 | +4.5   |
| 16     | 20  | Richie Ginther  | Honda          | 1:37.5 | +5.0   |
| 17     | 8   | Jochen Rindt    | Cooper–Climax  | 1:39.7 | +7.2   |
| Zdroj: |     |                 |                |        |        |

## Závod
| Poř.   | No. | Jezdec          | Konstruktér    | Počet kol | Čas/Odstoupení    | Pořadí na startu | Body |
| ------ | --- | --------------- | -------------- | --------- | ----------------- | ---------------- | ---- |
| 1      | 3   | Graham Hill     | BRM            | 100       | 2:37:39.6         | 1                | 9    |
| 2      | 17  | Lorenzo Bandini | Ferrari        | 100       | +1:04.0           | 4                | 6    |
| 3      | 4   | Jackie Stewart  | BRM            | 100       | +1:41.9           | 3                | 4    |
| 4      | 18  | John Surtees    | Ferrari        | 99        | Nedostatek paliva | 5                | 3    |
| 5      | 7   | Bruce McLaren   | Cooper-Climax  | 98        | +2 kola           | 7                | 2    |
| 6      | 14  | Jo Siffert      | Brabham-BRM    | 98        | +2 kola           | 10               | 1    |
| 7      | 12  | Jo Bonnier      | Brabham-Climax | 97        | +3 kola           | 13               |      |
| 8      | 2   | Denny Hulme     | Brabham-Climax | 92        | +8 kol            | 8                |      |
| 9      | 9   | Bob Anderson    | Brabham-Climax | 85        | +15 kol           | 9                |      |
| 10     | 10  | Paul Hawkins    | Lotus-Climax   | 79        | Nehoda            | 14               |      |
| Ret    | 1   | Jack Brabham    | Brabham-Climax | 43        | Motor             | 2                |      |
| Ret    | 15  | Richard Attwood | Lotus-BRM      | 43        | Kolo              | 6                |      |
| Ret    | 19  | Ronnie Bucknum  | Honda          | 33        | Převodovka        | 15               |      |
| Ret    | 11  | Frank Gardner   | Brabham-BRM    | 29        | Motor             | 11               |      |
| Ret    | 16  | Mike Hailwood   | Lotus-BRM      | 12        | Převodovka        | 12               |      |
| Ret    | 20  | Richie Ginther  | Honda          | 0         | Hřídel            | 16               |      |
| DNQ    | 8   | Jochen Rindt    | Cooper-Climax  |           |                   |                  |      |
| Zdroj: |     |                 |                |           |                   |                  |      |

## Průběžné pořadí po závodě
Pohár jezdců
|        | Pořadí | Jezdec          | Body |
| ------ | ------ | --------------- | ---- |
| 2      | 1      | Graham Hill     | 13   |
| 1      | 2      | Jim Clark       | 9    |
| 1      | 3      | John Surtees    | 9    |
| 11     | 4      | Lorenzo Bandini | 6    |
| 1      | 5      | Jackie Stewart  | 5    |
| Zdroj: |        |                 |      |

Pohár konstruktérů
|        | Pořadí | Konstruktér   | Body |
| ------ | ------ | ------------- | ---- |
| 2      | 1      | BRM           | 13   |
|        | 2      | Ferrari       | 12   |
| 2      | 3      | Lotus-Climax  | 9    |
|        | 4      | Cooper-Climax | 4    |
|        | 5      | Brabham-BRM   | 1    |
| Zdroj: |        |               |      |